# Цветовой тест Люшера

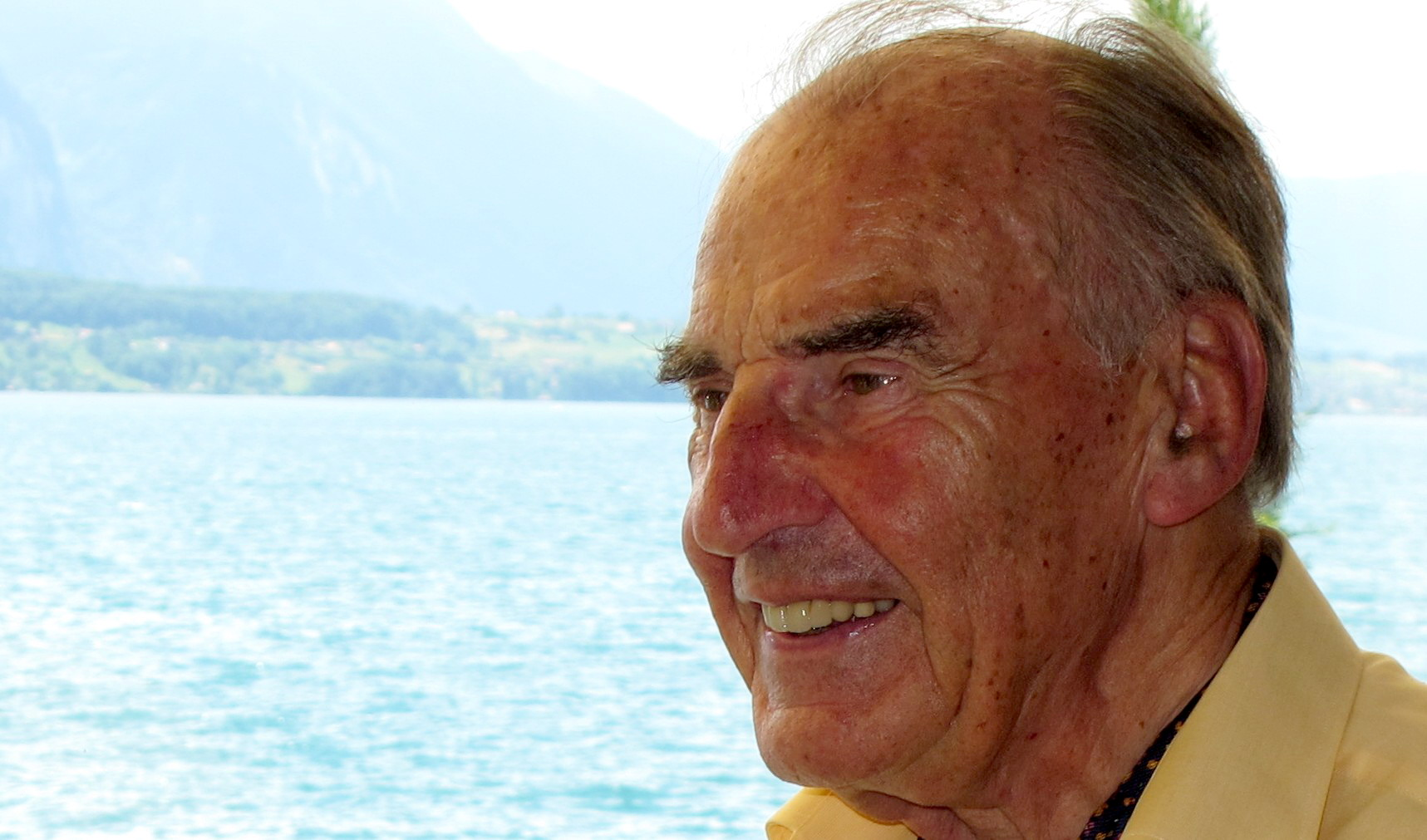
Макс Люшер в период своих последних семинаров в Швейцарии (2011)

Цветовой тест Люшера — проективная методика исследования личности и впервые опубликованная швейцарским психотерапевтом Максом Люшером в 1949 году. Тест Люшера по своей структуре напоминает тест цветовых пирамид Пфистера (1951), имеется также сходство с тестом Фрилинга, особенно при сопоставлении восьмицветового теста Люшера с соответствующими карточками Фрилинга.
По мнению Люшера, восприятие цвета объективно и универсально, но цветовые предпочтения являются субъективными, и это различие позволяет измерить субъективные состояния с помощью цветового теста.

## Мифы о тесте Люшера
Со времени разработки теста вследствие своей популярности и дефицита достоверной информации тест Люшера оброс множеством мифов и ложных представлений. Часть этих мифов обязана своим происхождением самому Максу Люшеру, а именно:
1. Существует только один подлинный тест Люшера;
2. «Восьмицветовой тест — лишь губная гармошка в оркестре».

### Существует только один подлинный тест Люшера
Тезис о том, что есть единственный подлинный тест Люшера, который представлен тестовой брошюрой, а остальные якобы не подлинные — не соответствует действительности, поскольку известны, по меньшей мере, десять различных тестов Люшера, которые различаются составом карточек, их размерами и оттенками.
Прежде всего, это три различных варианта тестовой брошюры изданные в 1984, 1999 и в 2008 годах. Они имеют одно и тоже название «Тест Люшера» (Lüscher-Test), но содержат значительно различающиеся карточки. Значительные отличия в этих изданиях имеются между карточками красной и синей гаммы, а также ромб в издании 1999 года в 2008 году был заменен треугольником.

Кроме этих (именуемых в русскоязычной литературе «полными») тестов Люшера, содержащих 30 различных карточек (23 цветные карточки и 7 фигур), существуют ещё сокращённые тесты Люшера, или восьмицветовые тесты Люшера, которые могут быть представлены на одном листе с напечатанными на нем карточками (издание Color-Test-Verlag, Luzern 1993) или как отдельные карточки размерами 75×110 мм, изданные в 1971—1977 годах вместе с руководством под названием «Тест Люшера» (Der Lüscher-Test). Цветовые оттенки карточек разных изданий не совпадают. Следующая цитата Макса Люшера в свете вышеизложенного звучит неправдоподобно:
Оригинальный тест Люшера с его уникальной цветовой гаммой ни при каких условиях не может быть использован в компьютерном варианте. Все люшеровские цвета специально печатаются на специальной бумаге. В течение пяти лет моей работы в психиатрической клинике (то есть в конце 1940-х годов) в ходе экспериментов с порядка 4500 оттенками мне удалось выявить эти цвета. Результат исследования будет неправильным, если хотя бы один из оттенков данной методики не будет соответствовать его оригиналу.
В 1979 году Люшер издаёт новый тест «Люшеровский тест цвета и формы» (Lüscher Farb Form Test) и руководство к нему. Он содержит 14 карточек (7 цветов и 7 фигур). В 1989 году вышло руководство к ещё одному тесту Люшера «Цветовой выбор Люшера» (Lüscher-Farbwahl) с прилагаемыми к нему 16 цветными карточками. Там же приведён ещё один новый тест Люшера, состоящий из пяти цветных карт размером 9х12 см, названных автором цветами конфликта (Koflikt-Farben). В 2000 году он издал в Великобритании этот тест из пяти карточек (14х20 см) под названием Lüscher-Colors, но уже с иным алгоритмом тестирования, чем в книге 1989 года.
В 1991 году вышло руководство к очередному подлинному тесту Люшера «Кубы Люшера» (Lüscher-Würfel), описывающее тестирование с помощью шести кубиков, содержащих 7 различных цветов.
В 1995 году вышла книга Люшера «Любовь без конфликтов», где напечатан ещё один новый подлинный тест Люшера, названный им «Lüscher-Typogramm», — четыре карточки размером 6,5х8 см.
Следовательно, имеется как минимум десять различных подлинных тестов Люшера: три варианта, именуемых «Lüscher-Test» и оформленных в виде тестовой брошюры (1984, 1999, 2008), содержащей 88 карточек; «Lüscher-Test» из восьми отдельных карточек; «Lüscher-Diagnostik» в виде листа-раскладушки с 40 карточками; «Lüscher Farb Form Test» из 14 карточек; «Lüscher-Farbwahl» — из 16 карточек; «Lüscher-Colors» — из 5 карточек; «Lüscher-Typogramm» — из 4 карточек, и наконец, «Lüscher-Würfel» — 6 кубиков, состоящих из 7 различных цветов.

### «Восьмицветовой тест — лишь губная гармошка в оркестре»
Восьмицветовой тест Люшера — это самый популярный в мире тест среди всех остальных тестов Люшера. Во многих странах существуют издания этого теста, руководства к нему переведены на все основные языки мира. Размер используемых карточек может варьировать, но чаще используют размер 5×8 см. После издания в США Яном Скоттом книги «Цветовой тест Люшера» мэтр стал последовательно приуменьшать роль своего теста как диагностического инструмента, сравнивая его с «губной гармошкой по сравнению с симфоническим оркестром» полного теста Люшера. Однако популярность во всем мире восьмицветового теста по-прежнему высока. Восьмицветовой тест Люшера остается ценным диагностическим инструментом, который как настоящее произведение ведет свою дальнейшую жизнь уже независимо от воли своего автора.

## Тест Люшера в России

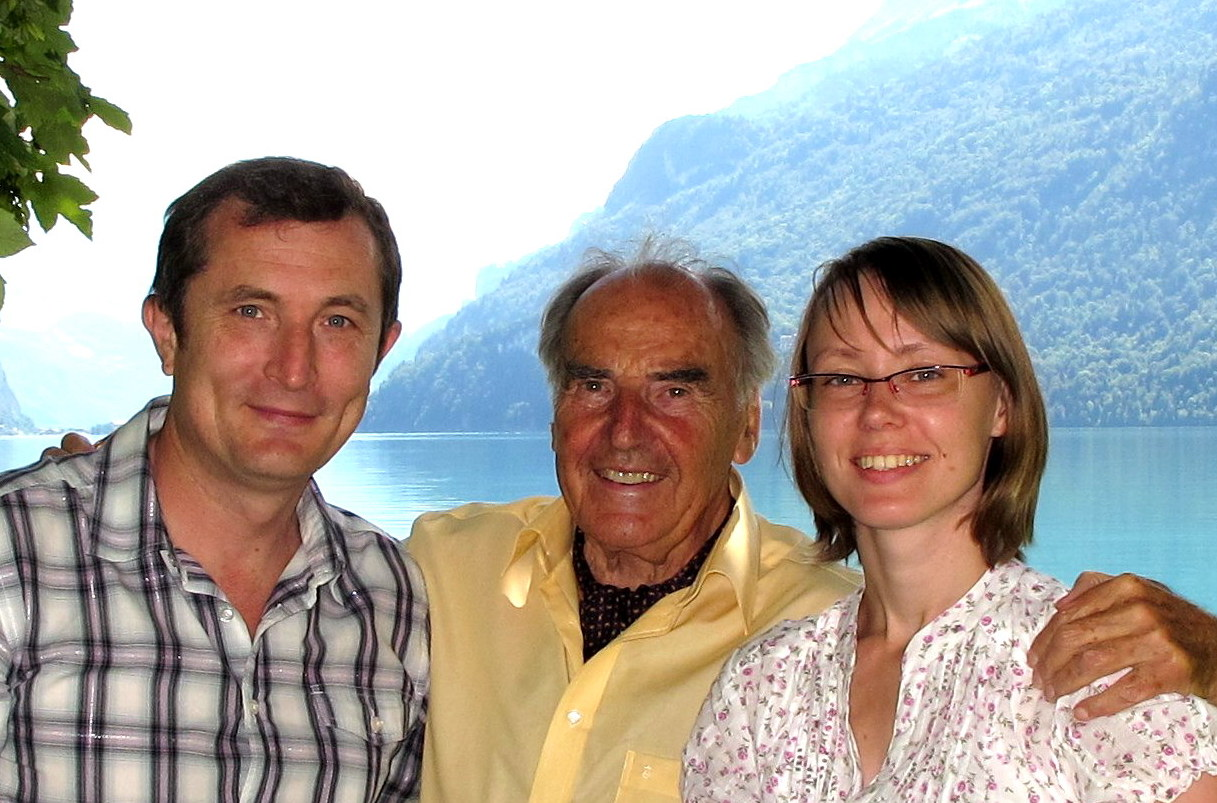
Проф. Макс Люшер с доцентом Игорем Цыганком и его супругой Галиной — переводчицей работ Люшера (Brunnen, 2011)

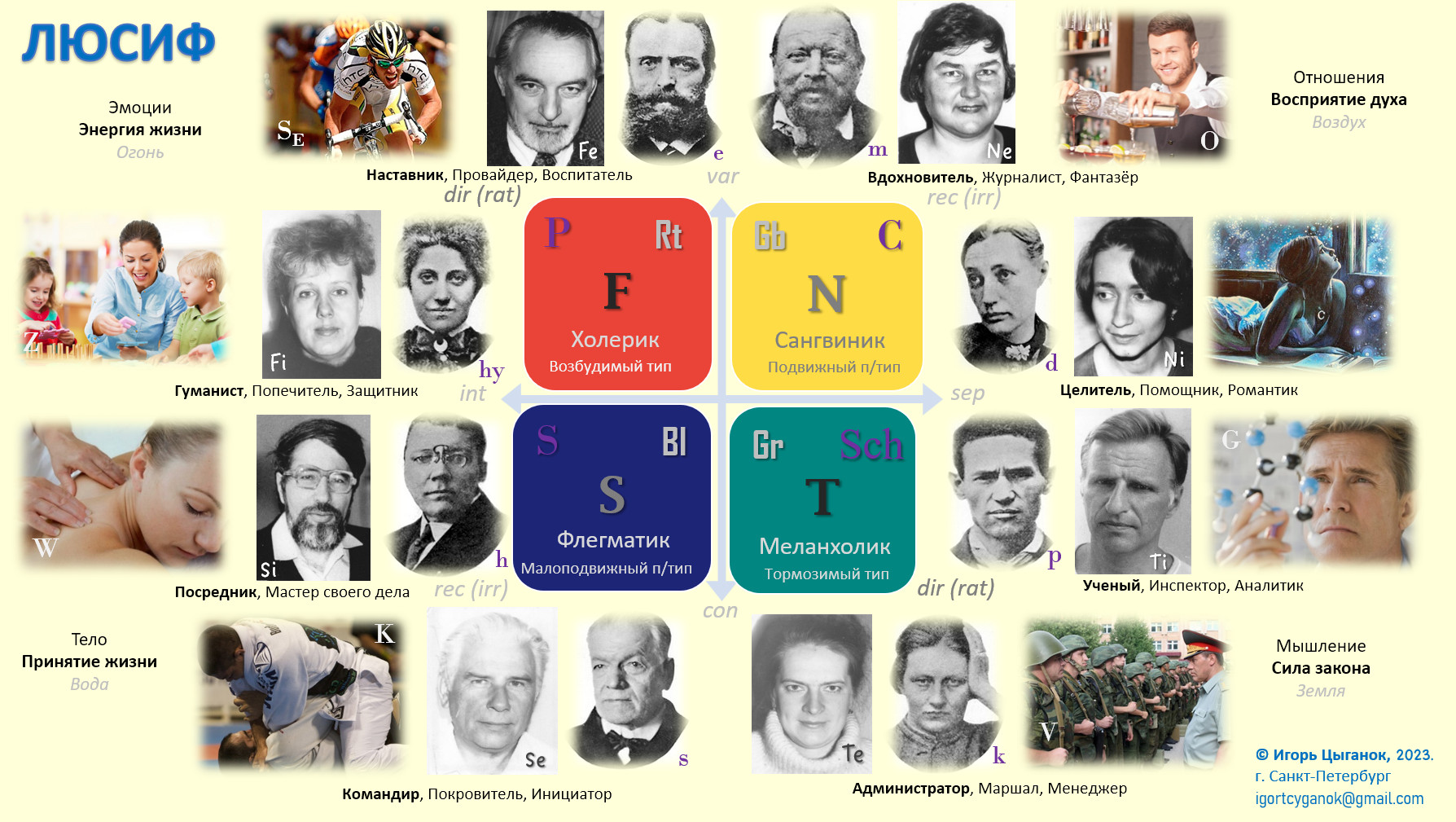
Модель ЛЮСИФ соединившая в себе теории М. Люшера, Л. Сонди, И. П. Павлова, Г. Фрилинга, К.-Г. Юнга, М. Ахтниха

В отечественной психологии большой вклад в разработку восьмицветового (сокращённого) теста Люшера внесла Л. Н. Собчик. Ей принадлежит заслуга в разработке общих критериев оценки тестов Люшера, Сонди, MMPI, Лири в рамках её теории ведущих тенденций, в попытке сопоставления результатов этих тестов с типами высшей нервной деятельности И. П. Павлова (Собчик Л. Н., 2005). Идея Л. Н. Собчик использовать восьмицветовой тест Люшера совместно с тестом Сонди нашла свое продолжение в работах ученика Макса Люшера Игоря Цыганка. Последнему удалось «навести мосты» между теорией Люшера и концепциями Сонди, Фрилинга, Юнга, Павлова на основе разработанного им метода ЛЮСИФ. В 2010—2020 гг. Игорь и Галина Цыганок выполнили переводы главных работ Макса Люшера: «Закон гармонии в нас» по последнему изданию 2009 г., «Кубики Люшера», «Любовь без конфликтов», «Терапевтические таблицы», «Я». Эти работы остаются не опубликованными. В 2019 году Игорь Цыганок был приглашён представить свой метод ЛЮСИФ на международной конференции в Цюрихе по случаю 50-летия института Сонди. Имеется полный доклад на немецком и на русском языке. В 2023 году в Восточно-Европейском Институте психоанализа были представлены основы метода ЛЮСИФ.
Цветовой психологии и психотерапии с применением восьмицветового теста для гармонизации психики с помощью шедевров музыки и живописи посвящены работы В. М. Элькина.

## Процедура проведения теста
Существует два варианта теста Люшера: краткий и полный. При применении краткого варианта используется набор (таблица) из восьми цветов: серого (условный номер — 0), тёмно-синего (1), сине-зелёного (2), красно-жёлтого (3), жёлто-красного (4), красно-синего или фиолетового (5), коричневого (6) и чёрного (7).
Полный вариант цветового теста Люшера («Клинический цветовой тест») состоит из восьми цветовых таблиц:
1. «серого цвета»
2. «восьми цветов»
3. таблица 7 форм, соответствующих цветам (исключая чёрный)
4. «четырёх основных цветов»
5. «синего цвета»
6. «зелёного цвета»
7. «красного цвета»
8. «жёлтого цвета»

таблица 8 цветов (повторный выбор)
Сама процедура тестирования состоит в упорядочивании цветов испытуемым по степени их субъективной приятности. Тестирование проводится при естественном освещении, однако недопустимо воздействие на таблицу цветов прямого солнечного света. Инструкция предусматривает просьбу отвлечься от ассоциаций, связанных с модой, традициями, общепринятыми вкусами и постараться выбирать цвета только исходя из своего личного отношения.
Поскольку выбор цвета основан на бессознательных процессах, он указывает на то, каков человек на самом деле, а не на то, каким он себя представляет или каким бы он хотел быть, как это часто случается при использовании опросных методов.
Результаты цветовой диагностики Люшера позволяют произвести индивидуальную оценку и дать профессиональные рекомендации о том, как можно избежать психологического стресса и физиологических симптомов, к которым он приводит. Кроме того, тест Люшера предоставляет дополнительную информацию для психотерапии.
Сторонники применения теста Люшера утверждают, что он позволяет провести быстрый и глубокий анализ личности на основе информации, полученной при простом ранжировании цветов.

## Критика
Доказательств валидности теста Люшера нет. Результаты тестирования, как правило, представляют некие обобщенные характеристики, которые могут подходить любому человеку. Отсутствует конвергентность теста Люшера с тестом MMPI, который используется в качестве стандартизованного теста оценки личностных особенностей и психопатологии.